# 印尼近鯰
印尼近鯰，為輻鰭魚綱鯰形目鯰科的其中一種，為熱帶淡水魚，分布於亞洲蘇門答臘及馬來亞淡水流域，體長可達10.5公分，棲息在沉積物覆蓋的溪流、氾濫區底層水域，屬夜行性，生活習性不明。

## 扩展阅读
維基物種上的相關：印尼近鯰